# Apophyllum
Apophyllum é um género botânico pertencente à família Capparaceae.